# Bombingham

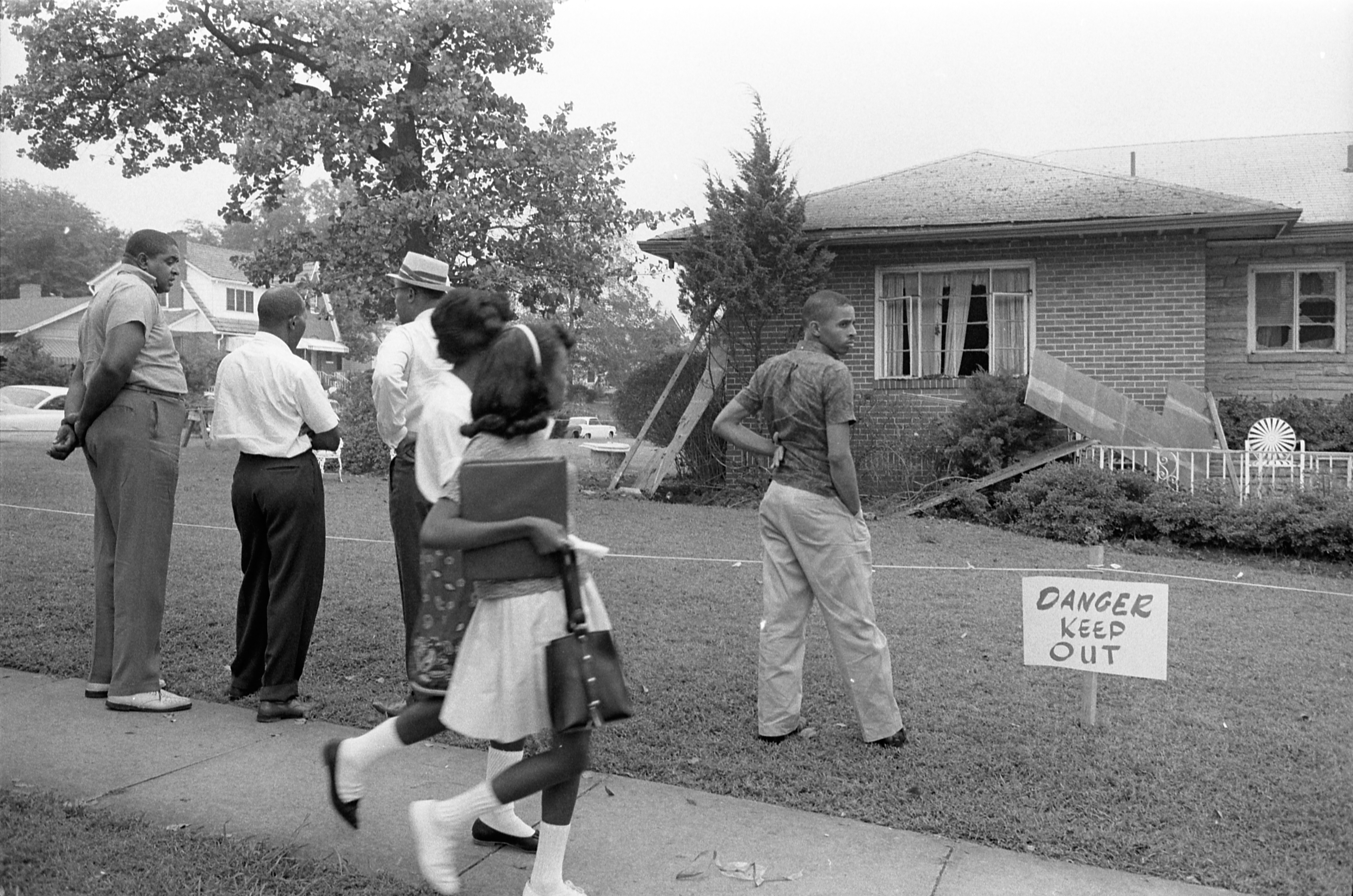
Casa di Arthur Shores danneggiata da un attentato dinamitardo il 4 settembre 1963 (foto scattata il giorno successivo).

Bombingham fu il soprannome che venne dato alla città di Birmingham, in Alabama, negli anni '50 e '60 a causa dei numerosi attentati accadutivi per mano del Ku Klux Klan.

## Descrizione

### Antefatti
Giunti agli anni '40, la comunità nera stava cercando di trasferirsi in alcune aree della città di Birmingham dove vigeva la segregazione razziale, nell'ambito dei cambiamenti sociali profondi che la grande migrazione afroamericana stava apportando nel paese.
La città era diventata uno dei più importanti centri industriali nazionali, specie nel settore siderurgico, e molti neri lavoravano nelle miniere e nelle industrie dell'acciaio. Essa era anche una città profondamente divisa razzialmente (tanto che Martin Luther King arrivò a definirla la città più segregata degli Stati Uniti) e i neri subivano pesanti vessazioni e limitazioni, come un po' in tutte quelle zone del paese (nella città di Montgomery, la capitale dello stesso Stato, vi era già stato il cruciale boicottaggio dei bus del 1955 e il Sit-in di Nashville in Tennessee, nel 1960).

### Storia

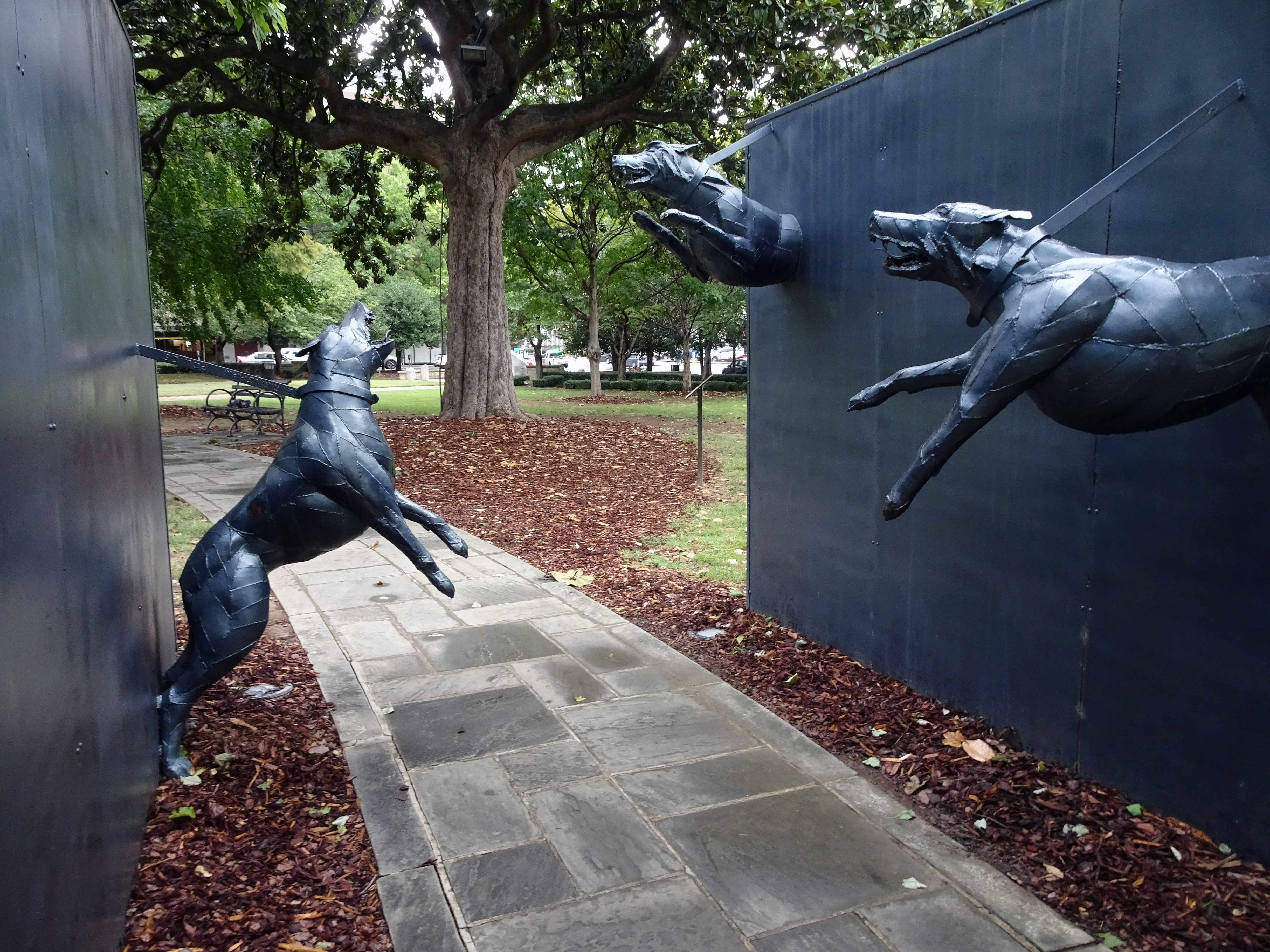
Statue di cani poliziotti al Kelly Ingram Park di Birmingham, in Alabama, in memoria degli attacchi agli attivisti fatti con essi e gli idranti nel maggio 1963.

La popolazione bianca non tollerava la presenza dei neri e così dall'inizio degli anni '50 dei gruppi indipendenti del Ku Klux Klan (non formalmente legati al secondo KKK, ma usanti gli stessi termini, riti e divise) cominciarono a compiere decine di attentati dinamitardi usando materiale recuperato dalle vicine miniere. I lavoratori di colore furono costretti a trasferirsi in periferia. Il commissario per la pubblica sicurezza della città Bull Connor si distinse per il suo suprematismo bianco e il suo estremismo, facendo ad esempio attaccare gli attivisti neri e i Freedom Riders del 1961 dai cani poliziotti e con gli idranti, specialmente all'inizio degli anni '60 e soprattutto durante la Campagna di Birmingham dei primi mesi del 1963. Spesso i gruppi indipendenti del KKK e Connor erano alleati e pianificavano gli attacchi.

#### Il culmine del 1963
Nonostante gli attentati si fossero svolti per molti anni, si giunse al culmine della violenza soprattutto nel 1963, specialmente dopo la Campagna di Birmingham dell'inverno di quell'anno e la Marcia su Washington di M. L. King di fine agosto: dopo la rivolta della città l'11 maggio 1963, dopo aver quasi fatto saltare in aria la casa di Arthur Shores appena una settimana dopo il celebre discorso di M. L. King al Lincoln Memorial di Washington, il 15 settembre 1963 avvenne un attentato alla chiesa Battista che era il luogo di ritrovo degli attivisti per i diritti umani, causando la morte di quattro ragazze di colore (la strage verrà ricordata nel documentario 4 Little Girls di Spike Lee).

### Risultati
La campagna di Birmingham dei primi mesi del 1963, la Marcia su Washington di fine agosto, l'attentato alla chiesa Battista della 16ª strada di qualche giorno dopo e l'assassinio di Kennedy a fine novembre portarono l'opinione pubblica nazionale a chiedere di agire in maniera concreta e definitiva, giungendo alla firma del Civil Rights Act pochi mesi dopo.